# Bad Neualbenreuth

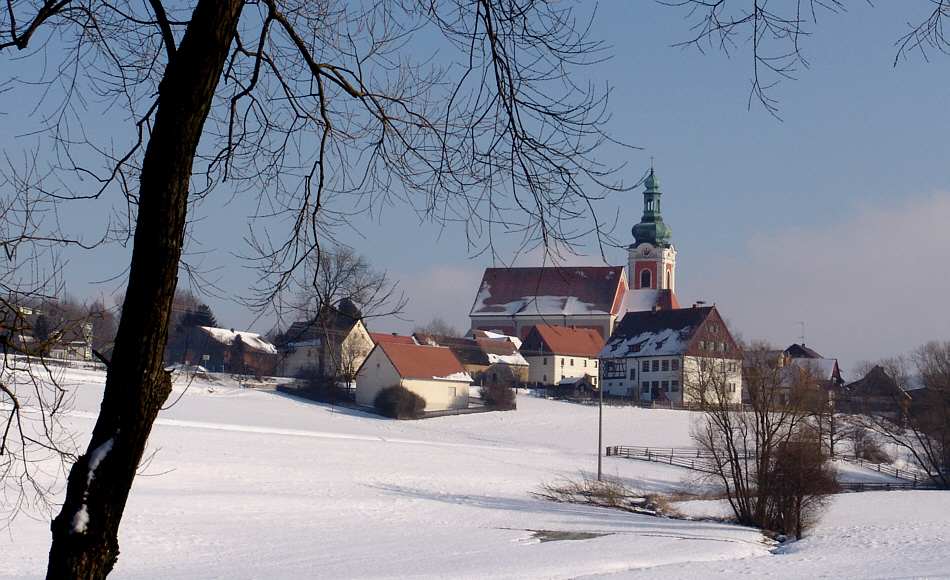
Ortsansicht von Bad Neualbenreuth

Bad Neualbenreuth (bairisch: Neialwaraad) ist ein Markt im Osten des oberpfälzischen Landkreises Tirschenreuth. Er grenzt an Tschechien und ist ein staatlich anerkanntes Heilbad.

## Geografie

### Geologie
Eine kreisrunde Struktur von 300 m Durchmesser auf dem Gemeindegebiet wird von Geologen als Rest eines ehemaligen Vulkans angesehen; Bohrungen im April 2015 bestätigten ein vermutetes Alter von 200.000 Jahren und die These, dass es sich um den jüngsten Vulkan Bayerns handelt. Ein monogenetischer Vulkanausbruch erzeugte ein Maar, das sich mit Wasser füllte und dann nach Verlandung das Bad Neualbenreuther Hochmoor bildete.
Nicht weit entfernt liegt auf tschechischem Gebiet der Vulkan Eisenbühl und das Maar bei Mýtina (Altalbenreuth).

### Nachbargemeinden
Die benachbarten Städte und Gemeinden in Deutschland und Tschechien sind:
| Waldsassen 10 km    | Eger (Cheb) 13 km                           | Bad Königswart 10 km |
| Leonberg 12 km      | Kompassrose, die auf Nachbargemeinden zeigt | Marienbad 19 km      |
| Tirschenreuth 14 km | Bärnau 15 km                                | Mähring 10 km        |

### Gemeindegliederung
Die Gemeinde hat 23 Gemeindeteile (in Klammern ist der Siedlungstyp angegeben):
- Altmugl (Dorf)
- Bad Neualbenreuth (Hauptort)
- Buchgütl (Einöde)
- Egglasgrün (Weiler)
- Ernestgrün (Dorf)
- Habertsmühle (Einöde)
- Hardeck (Dorf)
- Kappl (Weiler mit Kirche)
- Maiersreuth (Dorf)
- Motzersreuth (Dorf)
- Muglmühle (Einöde)
- Ottengrün (Pfarrdorf)
- Panzen (Einöde)
- Platzermühle (Weiler)
- Pointmühle (Einöde)
- Poxdorf (Dorf)
- Rennermühle (Weiler)
- Rothmühle (Dorf)
- Schachten (Dorf)
- Sibyllenbad
- Troglauermühle (Einöde)
- Waldhäusl (Einöde)
- Wernersreuth (Pfarrdorf)

Es gibt die Gemarkungen Neualbenreuth, Ottengrün und Wernersreuth (nur Gemarkungsteil 0).

## Geschichte

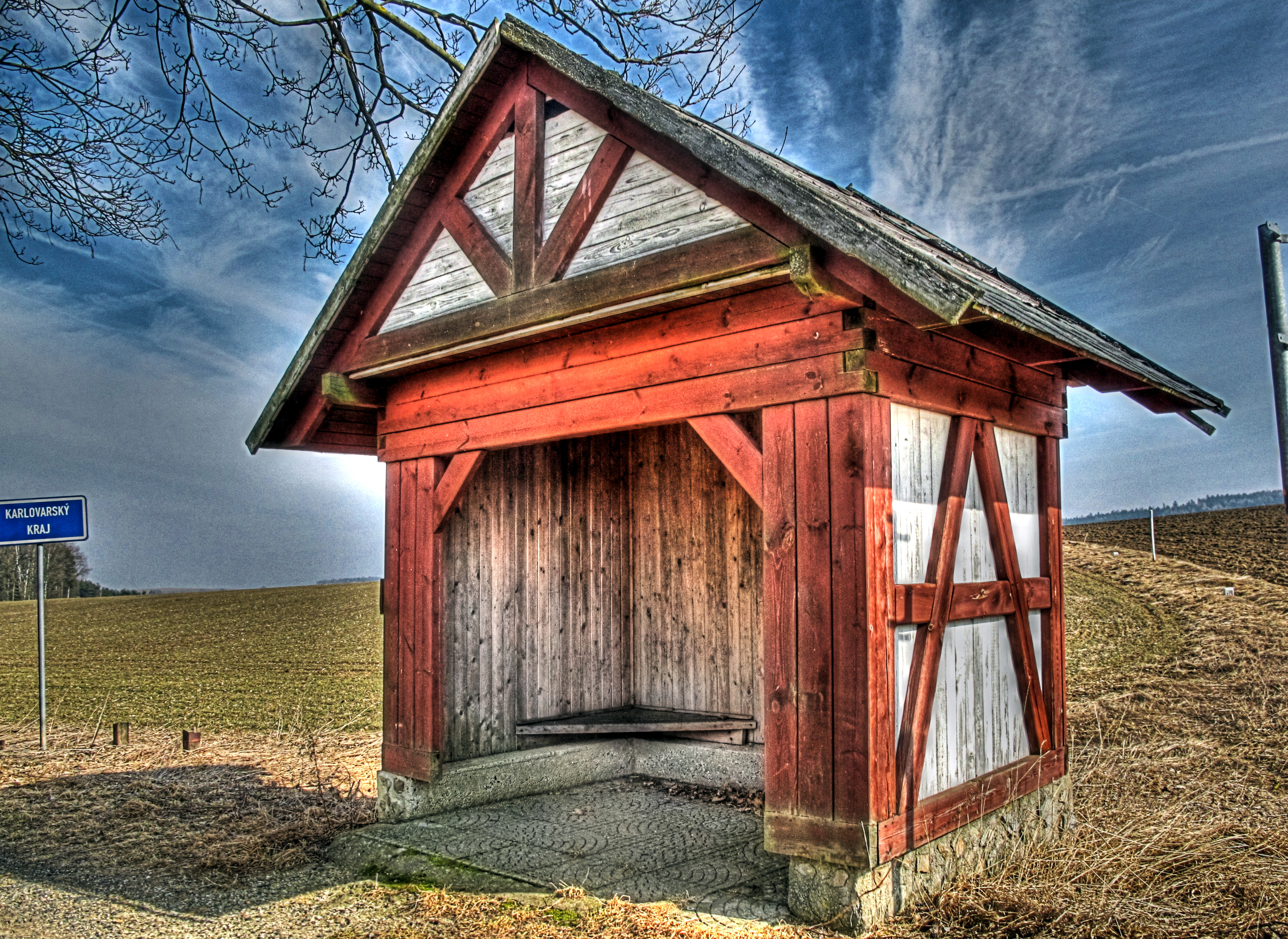
Schutzhütte am Grenzübergang nach Tschechien

### Überblick zur historischen Entwicklung

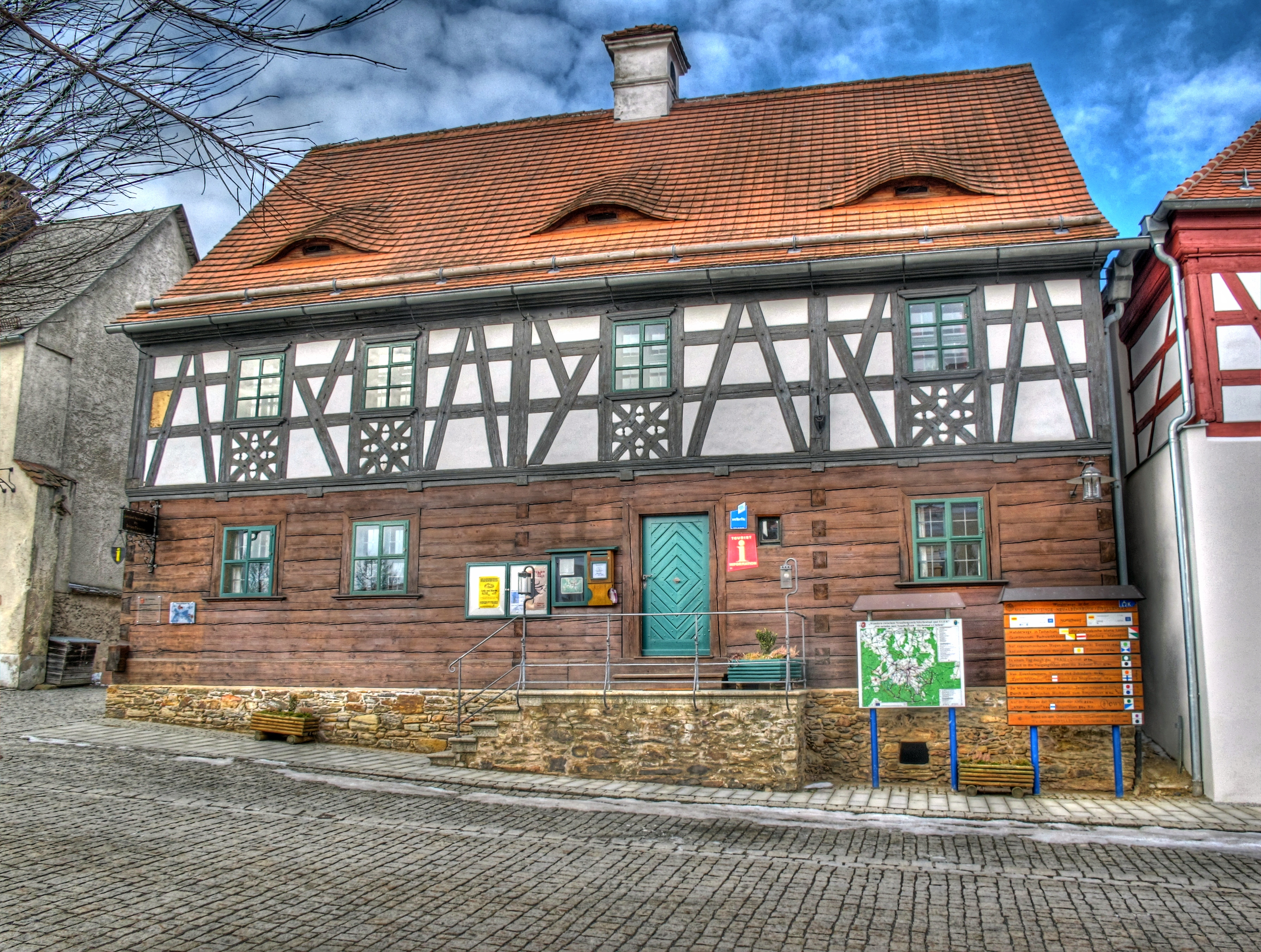
Gäste-Information am Marktplatz

Die erste gesicherte Nennung des Siedlungsnamens erfolgte im Jahr 1318, als er als „Alwernrevt“ erwähnt wurde. Im Jahr 1349 wurde er als „Albernreutt“ bezeichnet, 1360 als „… zu Newen Albernreut“, 1395 als „Albernrewt daz newe“, 1453 als „… in dem Neuen Albenreut“, 1782 bis 1787 als „Neu-Albenreith“ und 1867 schließlich in der heute gültigen Schreibweise des Ortsnamens. Dessen Grundwort geht auf die mittelhochdeutsche Bezeichnung „riute“ zurück, was so viel wie „Rodung“ bzw. „gerodetes Land“ bedeutete. Dem Bestimmungswort des Ortsnamens liegt der Personenname „Albero“ zugrunde. Der Namenszusatz „Neu-“ basiert auf dem mittelhochdeutschen Begriff „niuwe“ und wurde verwendet, um Neualbenreuth vom Dorf „Altalbenreuth“ (dem heutigen Mýtina) unterscheiden zu können.
Seit der Entstehung von Neualbenreuth bestand zwischen dem heute tschechischen, fast desolaten Nachbarort Altalbenreuth eine jahrhundertelange historische Verbindung. Denn vom Mittelalter bis kurz nach der Mitte des 19. Jahrhunderts war der Ort ein Teil der sogenannten „Fraisch“ oder „Frais“, einem Gebiet, das der gemeinsamen Gerichtsbarkeit der Stadt Eger und des Stiftes Waldsassen unterstand. Das Dorf gehörte in diesem Gebiet zu den sogenannten „gemengten“ Ortschaften, was bedeutete, dass in diesem Ort sowohl Untertanen der Stadt Eger, als auch des Stiftes Waldsassen lebten. Mitte des 14. Jahrhunderts wurde auch Neualbenreuth dem Magistrat der Stadt Eger (tschechisch: Cheb) erbuntertänig, zinste (fraiste) und robotete, nachdem das Kloster Waldsassen den Ort mit seinen Einkünften an die Stadt Eger verkauft hatte, ein im Gebiet der Frais übliches Verhalten. Nach wenigen Jahren kam Neualbenreuth wieder in den Besitz des Klosters Waldsassen zurück und wurde als Pfarr- und Schulort ausgebaut. Vom 16. bis ins 19. Jahrhundert wechselte die Gerichtsbarkeit jährlich zwischen dem Kloster Waldsassen und der Stadt Eger. Das Gebiet der Albenreuther Fraisch überdauerte auch die Säkularisation in Bayern; die Rechtsnachfolge des Stiftes Waldsassen trat dabei das Königreich Bayern an. Erst als das Königreich und das Kaisertum Österreich 1862 den Wiener Vertrag abschlossen, endete die Existenz dieses Kondominiums.

### Eingemeindungen
Im Zuge der Gebietsreform in Bayern wurden am 1. April 1971 die Gemeinde Wernersreuth und am 1. Juli 1972 die Gemeinde Ottengrün eingegliedert.

### Sibyllenbad
Seit dem Jahr 1989 entwickelte sich der Gemeindeteil Sibyllenbad zu einem Gesundheitszentrum mit Kurmittelhaus, Kurpark, dem Badehaus Maiersreuth, einem sogenannten Bade-Tempel und einem Therapiepfad, dessen staatliche Anerkennung als Heilquellen-Kurbetrieb im Jahr 1998 erfolgte. Neualbenreuth durfte sich von da an staatlich anerkannter Erholungsort nennen. Am 13. November 2019 wurde Neualbenreuth als zweites Heilbad in der Oberpfalz anerkannt und darf seitdem den Titel Heilbad führen. Der Gemeindename und der Name des Gemeindeteils wurde mit Wirkung zum 20. November 2019 in Bad Neualbenreuth geändert.

### Einwohnerentwicklung
Zwischen 1988 und 2018 sank die Einwohnerzahl von 1458 auf 1343 um 115 bzw. um 7,9 %.

## Politik

### Bürgermeister
Erster Bürgermeister ist seit 1. Mai 2014 Klaus Meyer (CSU), der vormalige Zweite Bürgermeister.

### Gemeinderat

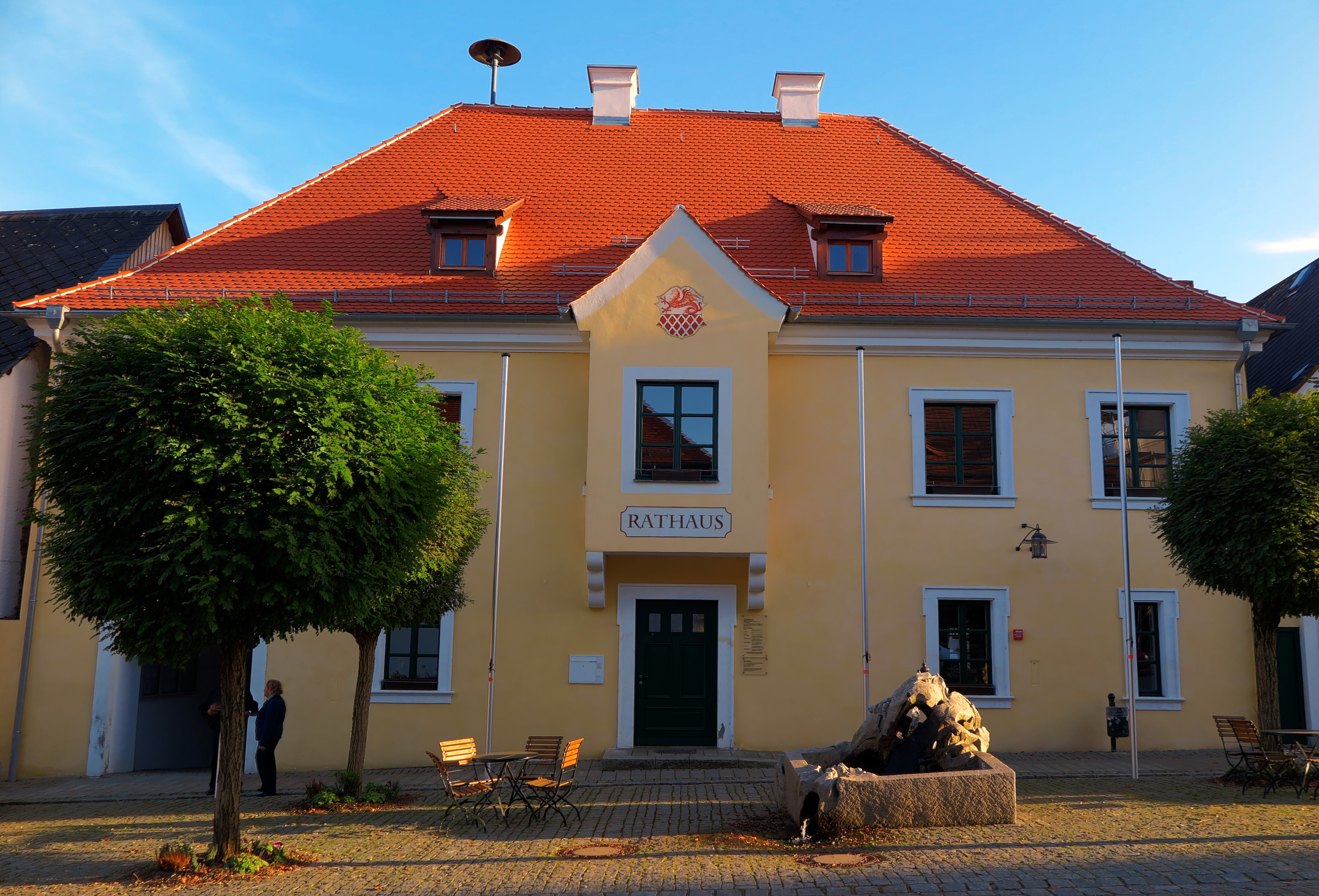
Rathaus

Es gibt zwölf Gemeinderatsmitglieder, die sich wie folgt auf die Wahlvorschläge verteilen:
| Partei/Liste                       | 2020 | 2014 |
| ---------------------------------- | ---- | ---- |
| CSU/Christliche Wählergemeinschaft | 9    | 8    |
| SPD/Freie Wähler                   | 3    | 4    |
| Gesamt                             | 12   | 12   |

### Wappen
| | Blasonierung: „Geteilt von Silber und Rot; oben ein geflügelter roter Drache, unten ein aus schräg gekreuzten silbernen Leisten gebildetes Gitter.“ |
| Wappenbegründung: Bei der Ausgestaltung des Wappenbildes war die Verbindung von Neualbenreuth zu der Stadt Eger und dem Kloster Waldsassen heraldisch symbolgebend. Im Wappenbild weist in der oberen Hälfte der rote Drache auf das Geschlecht der Diepoldinger-Rapotonen, Markgrafen im Nordgau (Bayern) und Gründer des Klosters Waldsassen hin. In der unteren Hälfte des Wappenbildes symbolisiert ein weißes Schräggitter die Beziehung zu der ehemaligen Reichsstadt Eger, dem heutigen Cheb in Tschechien Wappengeschichte: Der rote Drache ist seit dem 15. Jahrhundert das auf die Stifterfamilie, die Diepoldinger Markgrafen von Cham-Vohburg, verweisende Hauptwappen der Zisterzienserabtei Waldsassen. Neualbenreuth ist erstmals 1284 in einer Leuchtenberger Schenkung an Waldsassen historisch nachweisbar; ein Teil des alten Dorfes unterstand der Klosterherrschaft bis zur Säkularisation 1803. Das Leistengitter in der unteren Schildhälfte ist dem Wappen der Reichsstadt Eger entnommen, deren Gerichtsbarkeit Neualbenreuth seit dem Mittelalter zum Teil unterstand. Von 1591 bis Mitte des 19. Jahrhunderts übten Pfalz und Böhmen im sogenannten Fraisbezirk, einem waldsassisch-egrischen Kondominium, die hohe Gerichtsbarkeit im jährlichen Wechsel aus. Neualbenreuth wurde 1930 zum Markt erhoben und erhielt gleichzeitig das heutige Wappen. | |

## Sehenswürdigkeiten

### Bauwerke

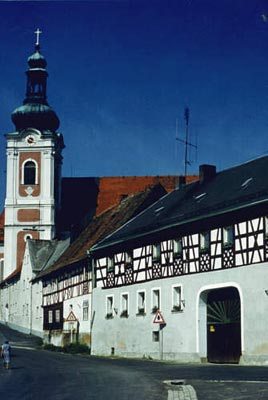
St. Laurentius und Marktplatz

- Bad Neualbenreuth liegt in der hügeligen Landschaft um den 939 Meter hohen Tillenberg, der einst als Mittelpunkt Europas errechnet wurde. Im Ort fallen die eindrucksvoll gestalteten Fachwerkhäuser im Egerländer Fachwerkhausstil auf, die den Marktplatz zu einem sehenswerten Platz der Ortsarchitektur in der Oberpfalz machen. Diesen Baustil gibt es auch in weiteren Orten des Egerlandes und des ehemaligen Stiftlandes.
- Die katholische Pfarrkirche St. Laurentius aus dem 18. Jahrhundert.
- Der vom Weidener Bildhauer Günter Mauermann gestaltete Sagenbrunnen vor dem Rathaus am Marktplatz. Zentrales Thema des Kunstobjektes ist der nahegelegene Tillenberg an der Grenze zu Tschechien. Die vielfach durchbrochene Steinskulptur enthält acht verschiedenen Sagen- und Märchengestalten: neben der sagenhaften Wahrsagerin Sibylle von Prag (Namensgeberin des örtlichen Heilbades), Zwerge, Berggeister auch verschiedene andere Motive aus der regionalen Sagenwelt, beispielsweise die geheimnisvolle Tillenstadt.
- Schloss Hardeck, einer der ehemaligen Sommersitze der Äbte des Klosters Waldsassen.

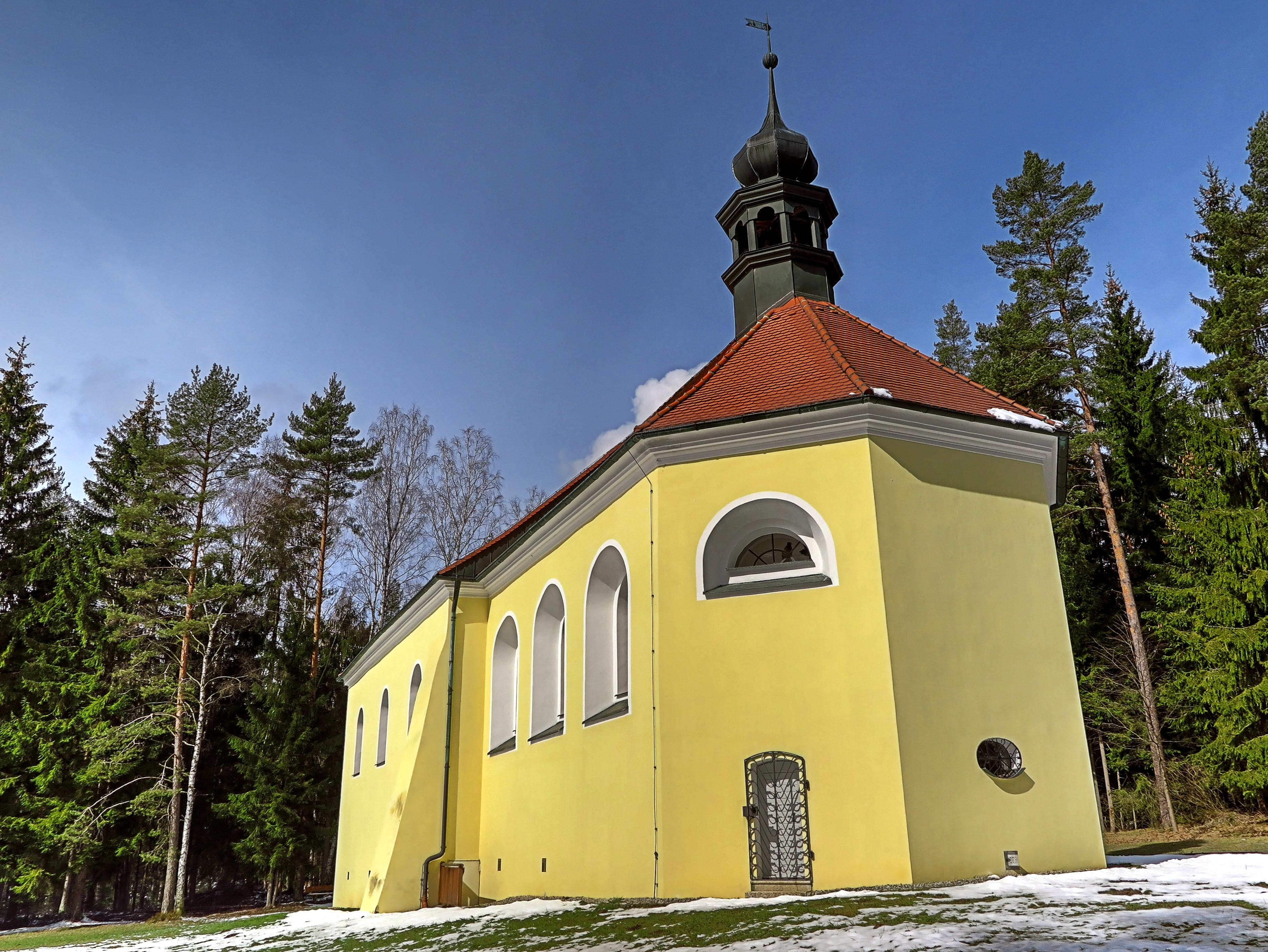
Allerheiligenkirche

- Allerheiligenkirche westlich von Wernersreuth aus dem frühen 18. Jahrhundert. Die Allerheiligenkirche befindet sich bereits auf dem Gebiet der Nachbargemeinde Leonberg, gehört jedoch zur Pfarrei Wernersreuth.
- Kapelle Alter Herrgott im Egerer Wald südlich von Neualbenreuth.
- Kleine Kappl, eine Wallfahrtskirche bei Ottengrün.
- Sibyllenbad, ein Heilquellenkurbetrieb.

### Baumdenkmal
Das Baumdenkmal für die Deutsche Einheit am Eingang zum Kurgebiet Sibyllenbad wurde im März 2024 gepflanzt. Auf der Fläche gibt es eine Aussichtsplattform in Form einer Riesentischgruppe und eine Station des Essbaren Wildpflanzenparks (EWILPA) von Bad Neualbenreuth.

Sehenswürdigkeiten in und um Bad Neualbenreuth
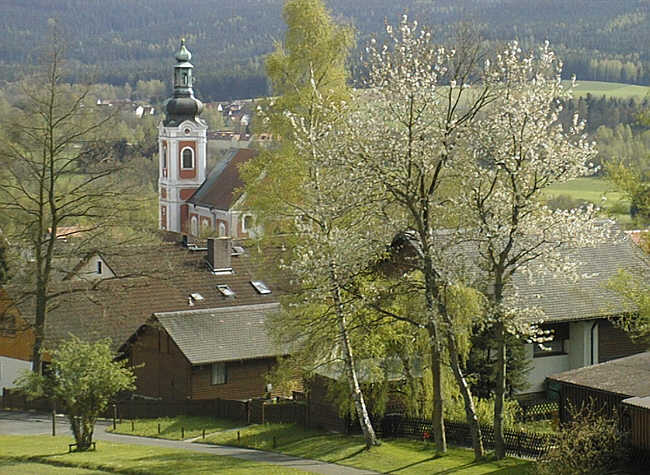
Frühling in Bad Neualbenreuth
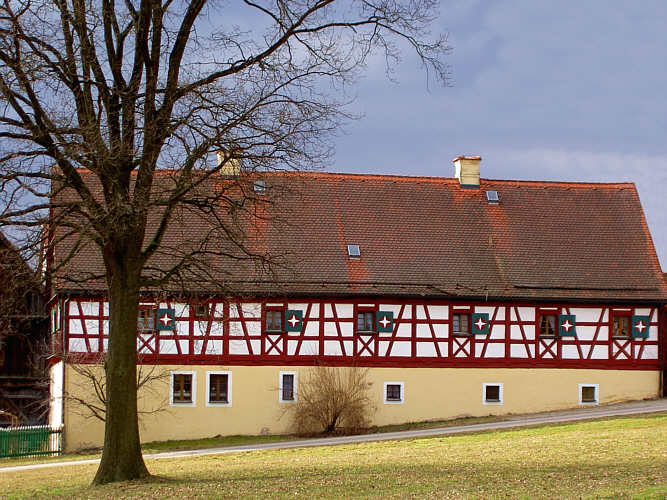
Egerländer Fachwerkhaus in Bad Neualbenreuth
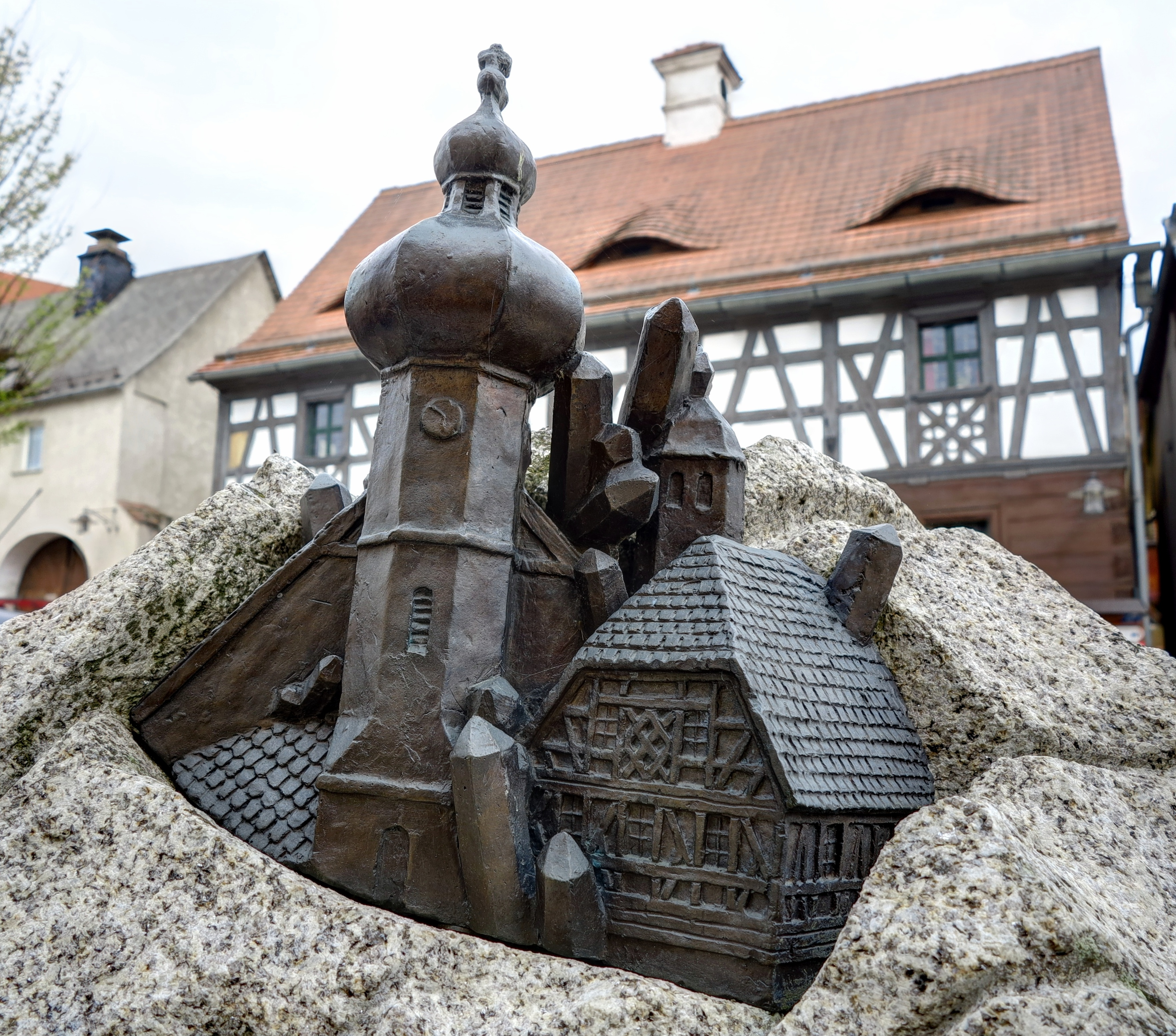
Detail aus dem Sagenbrunnen, Tillenstadt
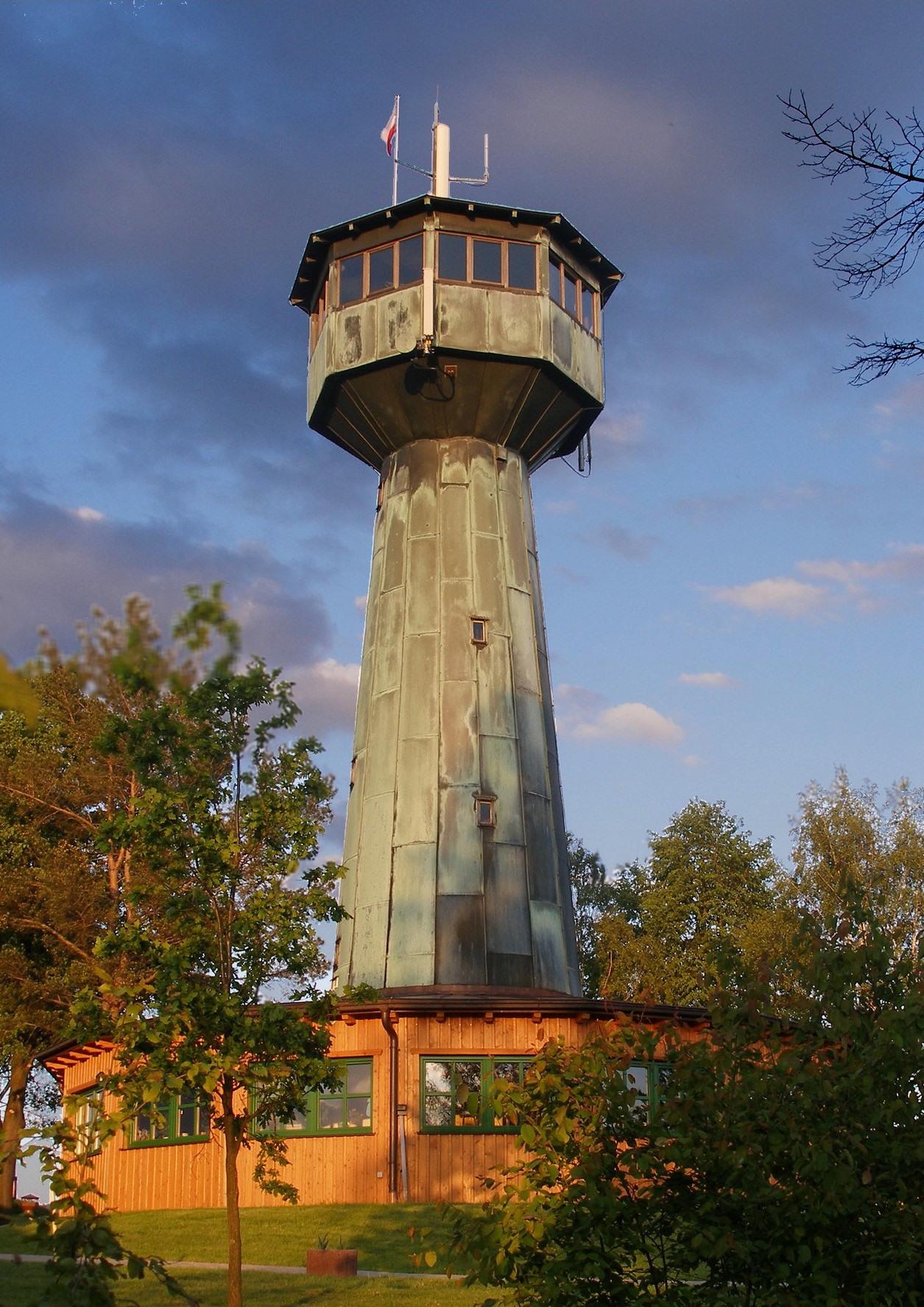
Grenzlandturm mit Restauration
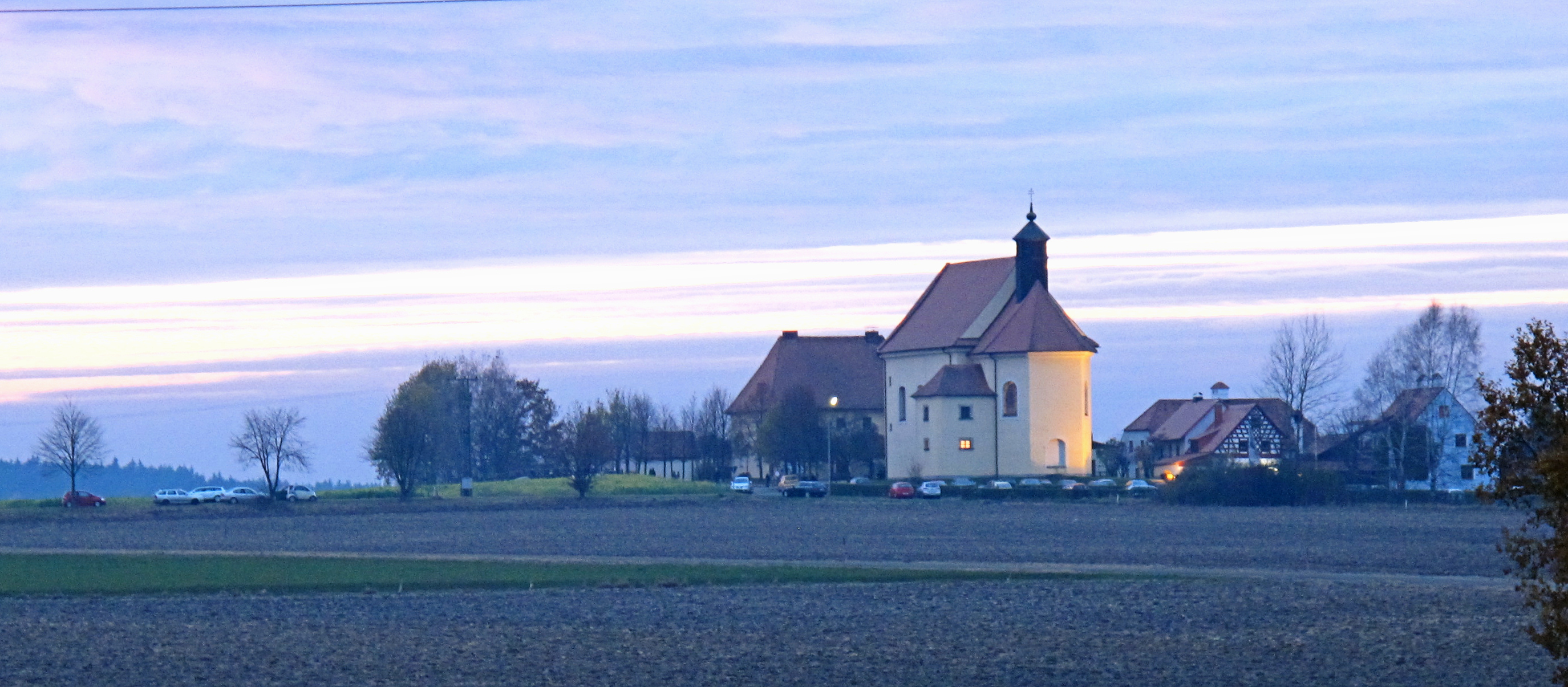
Kleine Kappl bei Ottengrün ⊙
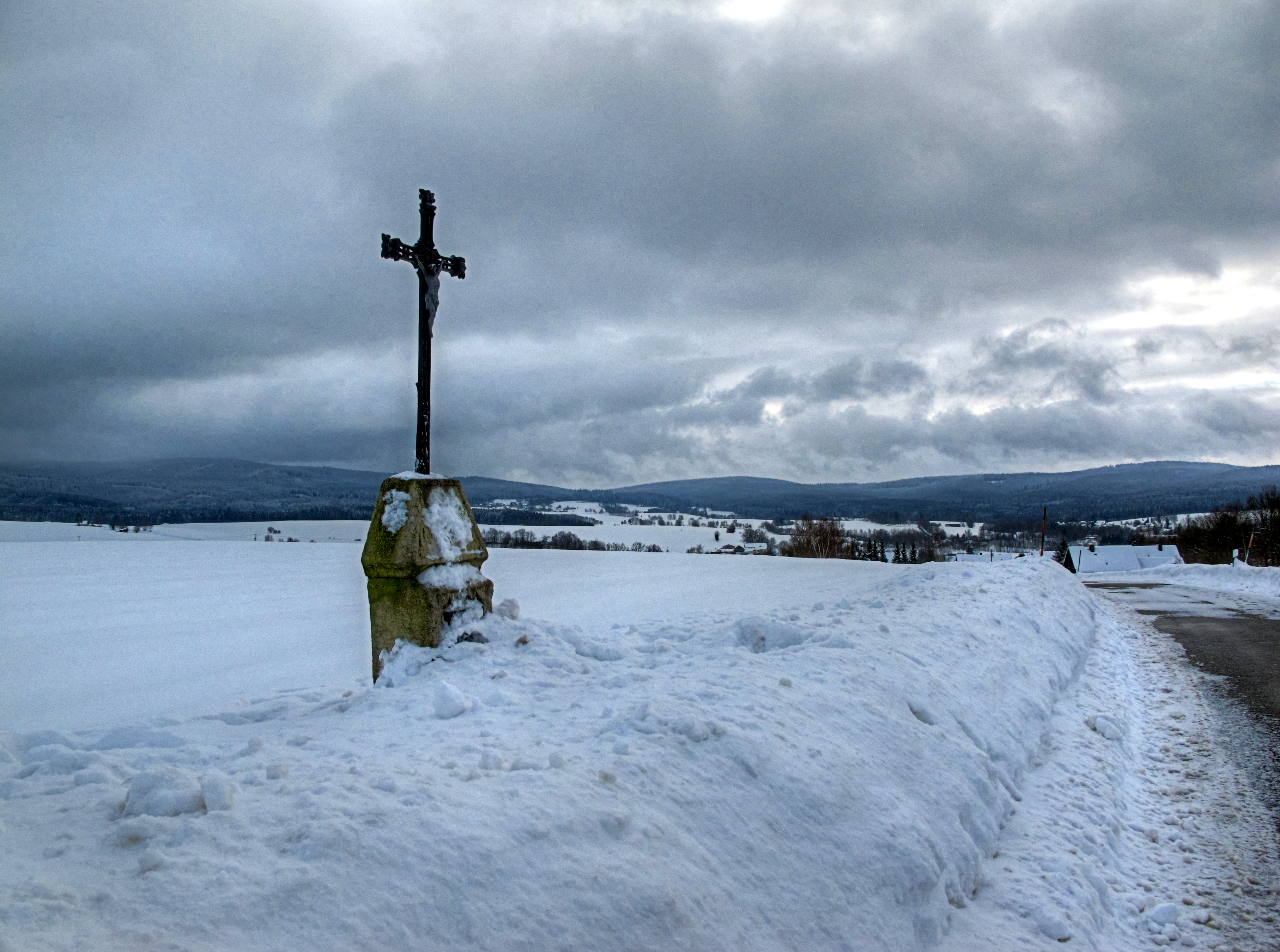
Wegkreuz an der Zollstraße ⊙
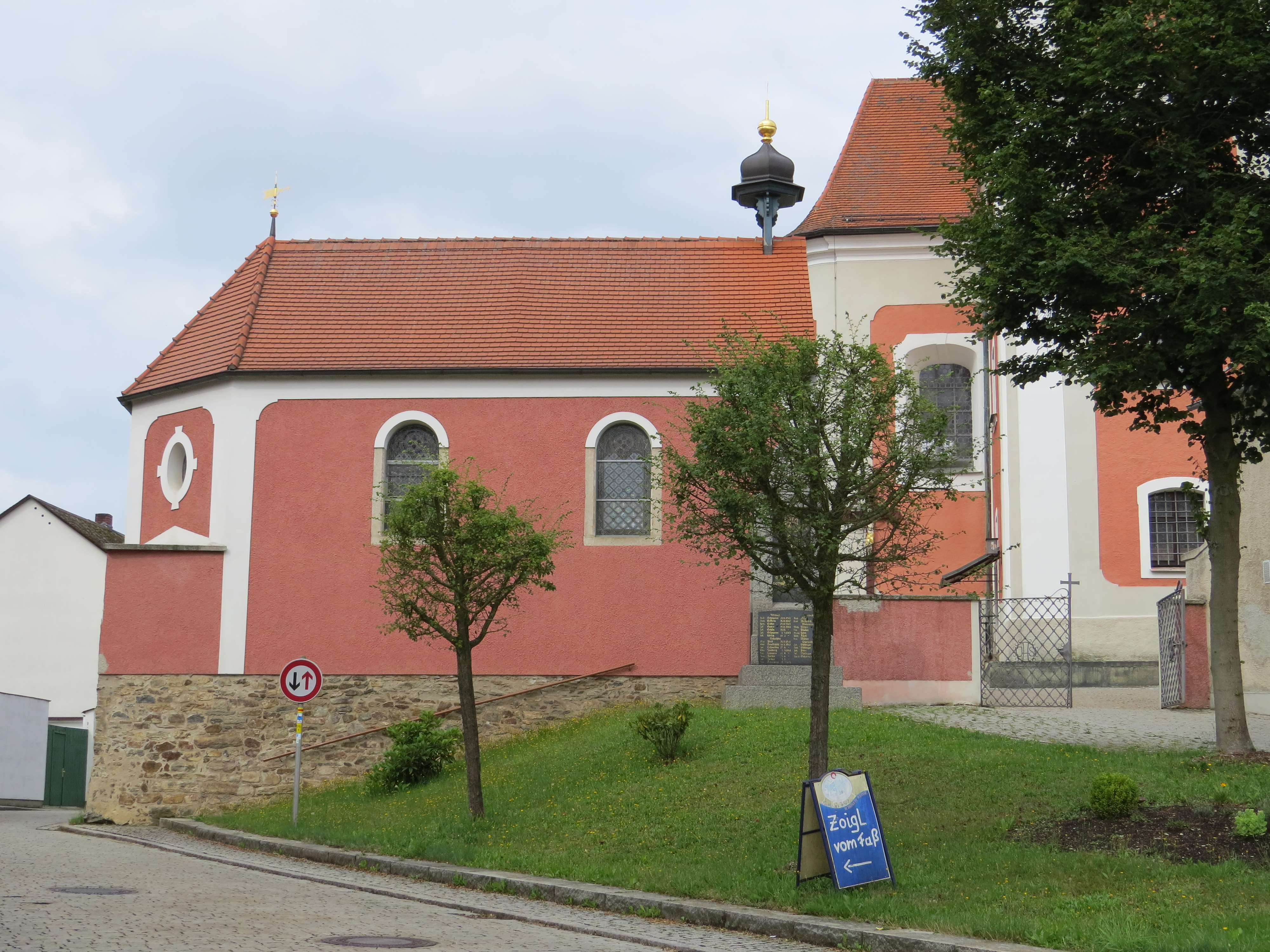
Friedhofskapelle in Bad Neualbenreuth
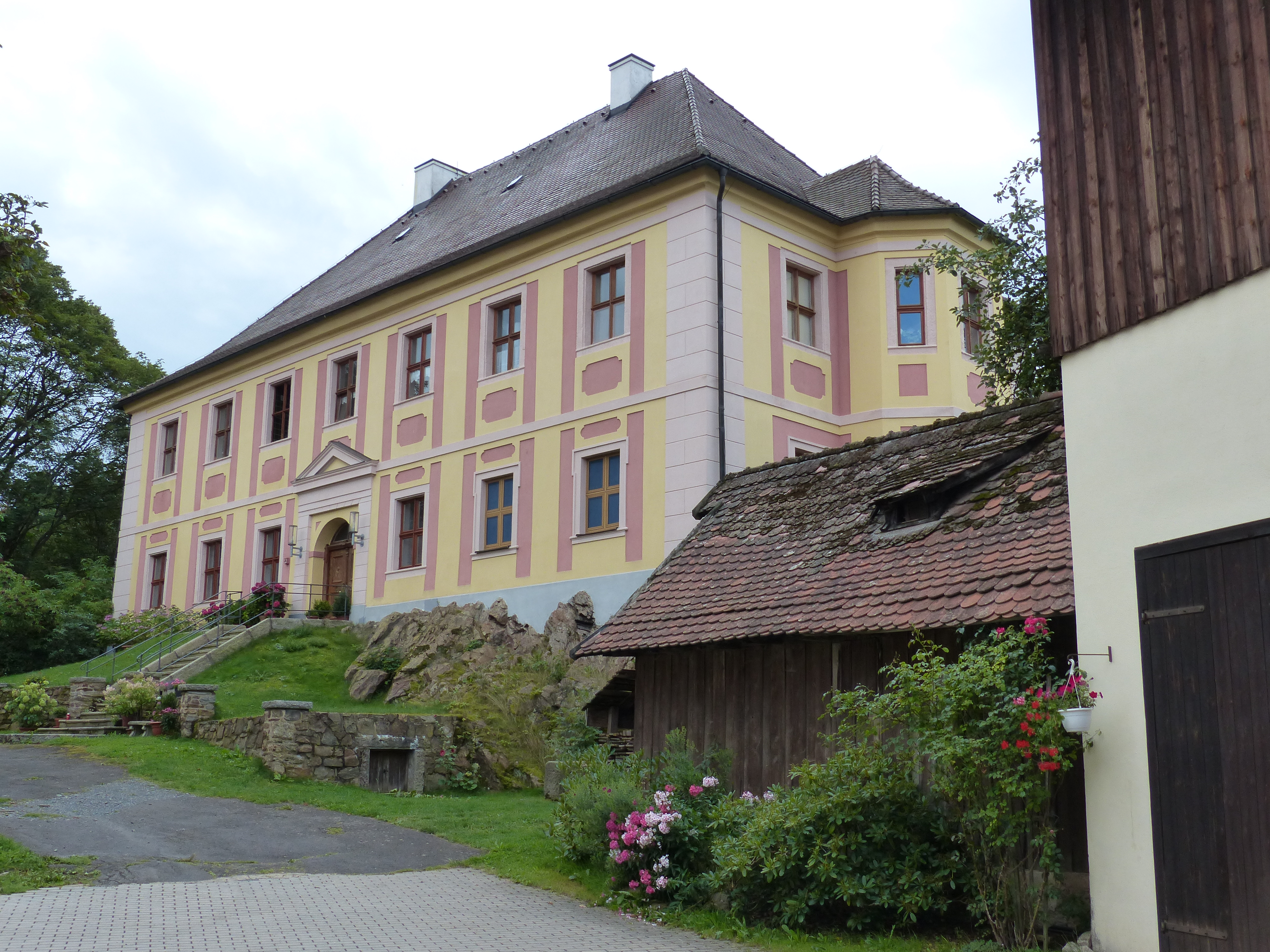
Schloss Hardeck

### Umgebung des Ortes
Auf dem Gebiet der Gemeinde Bad Neualbenreuth liegt der 634 Hektar große Egerer Stadtwald, ein Besitz der Stadt Eger aus der Zeit des ehemaligen Fraisgebietes, auf den die Stadt Cheb in Tschechien Rechtsansprüche geltend macht. Diese wurden vom Oberlandesgericht München auch zugesprochen, jedoch konnten sie nie ausgeübt werden. Im zuständigen Grundbuch in Tirschenreuth ist die „Stadt Eger“ als Eigentümer eingetragen. Von 1965 bis 2012 verwaltete daher eine Institution der Bundesrepublik Deutschland treuhänderisch dieses Waldgebiet. Einen Überblick zur Rechtssituation in: Jürgen Massopust: Die Rechtsprechung des Bayerischen Obersten Landesgerichts zur Frage des Eigentums am Egerer Stadtwald, Inaugural-Dissertation der Universität Würzburg, 1977. Eine Rückgabe an die Stadt Cheb wurde kontrovers diskutiert. Es besteht eine Stiftung zur Verwaltung des Stadtwaldes. Im Jahr 2012 übernahm schließlich eine gemeinsame deutsch-tschechische Stiftung „Egerer Stadtwald“ bestehend aus der Stadt Cheb und dem Landkreis Tirschenreuth die Eigentümerschaft.

## Freizeit und Sport

### Wanderziele

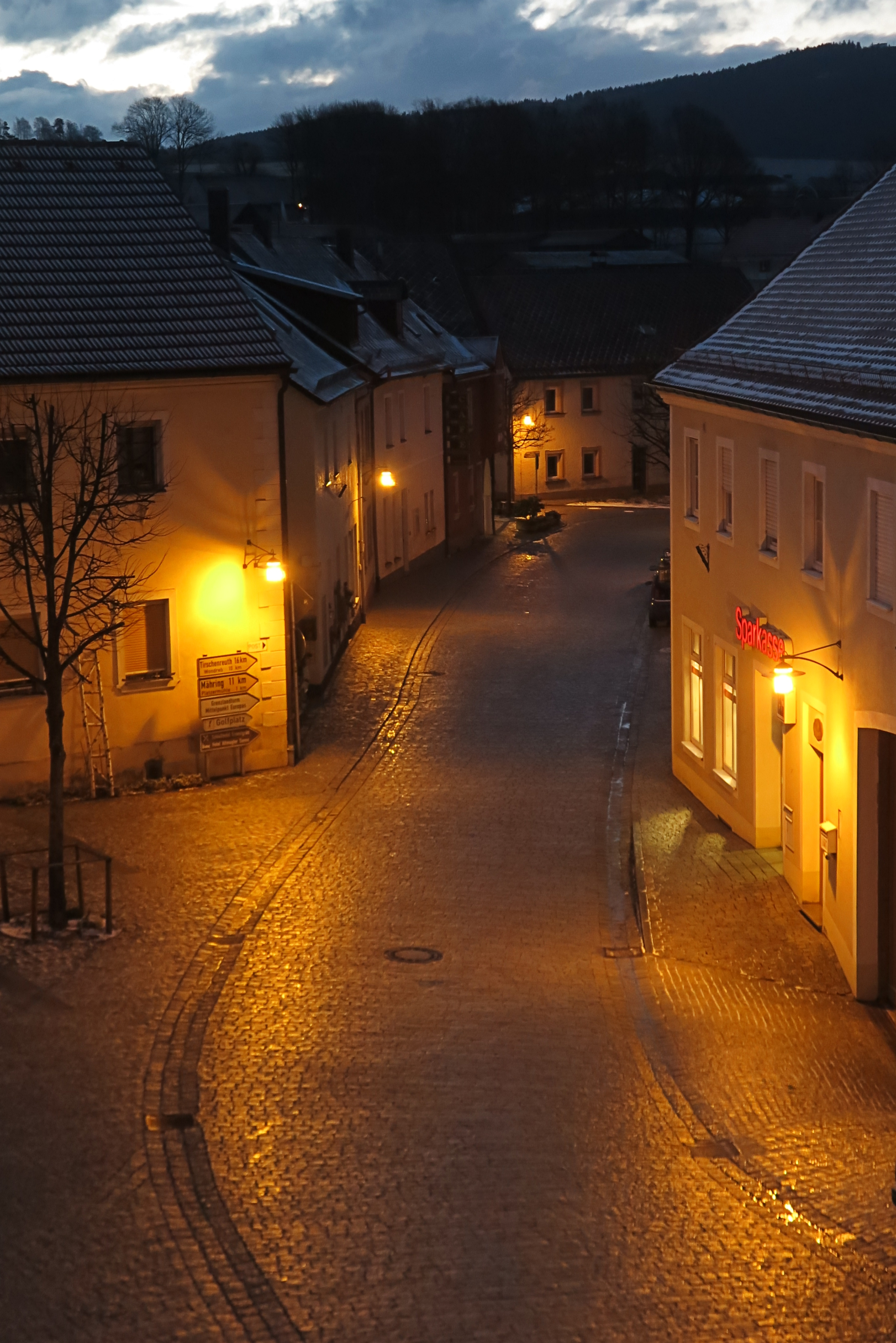
Morgendlicher Marktplatz

In den ausgedehnten Wäldern des Oberpfälzer Waldes, der bei Bad Neualbenreuth beginnt, befinden sich viele sehenswerte Wanderziele:
- Wasserfall des Muglbachs
- Überreste der Riesenbuche bei Altmugl
- Nigerlbuche, ein mächtiger Baumriese
- Kastanienallee zwischen Schloss Hardeck und Sibyllenbad
- Grenzlandturm, ein Aussichtsturm mit weitem Blick über das Egerland und das Stiftland
- Grenzübergang für Fußgänger nach Mýtina, dem ehemaligen Altalbenreuth in Tschechien
- Grenzübergang für Fußgänger nach Hrozňatov mit Schloss und Wallfahrtskirche Maria Loreto, Teil der Via Porta
- Gipfel des 939 m hohen Tillenberges mit dem Mittelpunkt Europas und dem Königsstein
- Železná hůrka (Eisenbühl) bei Altalbenreuth, ein erloschener Vulkan in Westböhmen
- Mächtige Felsformation des Ringelfelsen am Nord-Osthang des Heidelberges

### Sport
In der Nähe von Ottengrün und Sibyllenbad liegt der Golfplatz des GC Stiftland e. V.

## Verkehr
Bad Neualbenreuth liegt auf dem Radfernweg Euregio Egrensis.

## Persönlichkeiten
- Johannes III. von Elbogen (vor 1300–1323), Abt des Klosters Waldsassen, verbrachte seinen Lebensabend auf Schloss Hardeck
- Alois Schmaus (1901–1970), in Maiersreuth geborener Slawist, Balkanologe und Hochschullehrer
- Alfons Söllner (* 1947), in Hardeck geborener Politikwissenschaftler
- Reiner Meier (* 1953), in Altmugl geborener Politiker (CSU), Mitglied des Bundestages
- Klaus Rustler (* 1964), in Neualbenreuth geborener Musiker, Komponist und Musikverleger